# Valencia Club de Fútbol 2008-2009

## Rosa
In corsivo i calciatori ceduti durante la stagione
| N. |                        | Ruolo | Calciatore                 |
| -- | ---------------------- | ----- | -------------------------- |
| 1  | Germania (bandiera)    | P     | Timo Hildebrand            |
| 1  | Spagna (bandiera)      | P     | César                      |
| 2  | Spagna (bandiera)      | D     | Curro Torres               |
| 3  | Paesi Bassi (bandiera) | C     | Hedwiges Maduro            |
| 4  | Spagna (bandiera)      | D     | Raúl Albiol                |
| 5  | Spagna (bandiera)      | D     | Carlos Marchena (capitano) |
| 6  | Spagna (bandiera)      | C     | David Albelda              |
| 7  | Spagna (bandiera)      | A     | David Villa                |
| 8  | Spagna (bandiera)      | C     | Rubén Baraja               |
| 9  | Spagna (bandiera)      | A     | Fernando Morientes         |
| 10 | Spagna (bandiera)      | A     | Miguel Ángel Angulo        |
| 11 | Spagna (bandiera)      | D     | Asier Del Horno            |
| 12 | Serbia (bandiera)      | A     | Nikola Žigić               |
| 12 | Brasile (bandiera)     | D     | Thiago Carleto             |
| 13 | Brasile (bandiera)     | P     | Renan                      |

| N. |                       | Ruolo | Calciatore       |
| -- | --------------------- | ----- | ---------------- |
| 14 | Spagna (bandiera)     | C     | Vicente          |
| 15 | Spagna (bandiera)     | D     | Iván Helguera    |
| 16 | Spagna (bandiera)     | A     | Juan Manuel Mata |
| 17 | Spagna (bandiera)     | C     | Joaquín          |
| 18 | Portogallo (bandiera) | C     | Manuel Fernandes |
| 19 | Spagna (bandiera)     | C     | Pablo Hernández  |
| 20 | Spagna (bandiera)     | D     | Alexis           |
| 21 | Spagna (bandiera)     | C     | David Silva      |
| 22 | Brasile (bandiera)    | C     | Edu              |
| 23 | Portogallo (bandiera) | D     | Miguel           |
| 24 | Italia (bandiera)     | D     | Emiliano Moretti |
| 25 | Portogallo (bandiera) | C     | Hugo Viana       |
| 30 | Spagna (bandiera)     | C     | Míchel Herrero   |
| 33 | Spagna (bandiera)     | P     | Vicente Guaita   |
| 36 | Spagna (bandiera)     | D     | Jaume Costa      |